# Novaci
Novaci ist eine Kleinstadt im Kreis Gorj in Rumänien.

## Geographische Lage
Novaci liegt im Vorland der Südkarpaten, an der Südseite des Parâng-Gebirges am Fluss Gilort. Die Kreishauptstadt Târgu Jiu befindet sich etwa 35 km südwestlich.

## Geschichte
Die heutige Stadt Novaci entstand aus einer Vielzahl von Schäfersiedlungen. Die erste urkundliche Erwähnung erfolgte 1502 zur Zeit des walachischen Fürsten Radu cel Mare, wobei indirekte dokumentarische Hinweise annehmen lassen, dass der Ort bereits während der Herrschaft des Fürsten Mircea cel Bătrân (1386–1418) bestand. 1847 wurde eine Zollstation eingerichtet. 1968 erhielt Novaci den Status einer Stadt.
Die wichtigsten Erwerbszweige sind der Tourismus, die Holzgewinnung und -verarbeitung und die Viehhaltung (vor allem Schafzucht).

## Bevölkerung
Bei der Volkszählung 2002 lebten in der Stadt 6105 Personen, darunter 6064 Rumänen und 35 Roma. Etwa 2800 wohnten in Novaci, die übrigen in den vier eingemeindeten Orten. Von den 5431 registrierten Menschen 2011 waren 5246 Rumänen, 50 Roma und andere Ethnien.

## Verkehr
Novaci verfügt über keinen Bahnanschluss. Die Stadt liegt an der Nationalstraße (drum național) DN 67C, die hier der über das Parâng-Gebirge führenden, 1935 eröffneten Transalpina entspricht.

## Persönlichkeiten
- Constantin Flitan (1928–1990), Politiker

## Sehenswürdigkeiten
- Holzkirche Sf. Dumitru (18. Jahrhundert)
- Holzkirche Sf. Voievozi (1758)  im Ortsteil Hirișești
- Holzkirche Intrarea în Biserică a Maicii Domnului (1834) im Ortsteil Bercești
- Touristischer Komplex Rânca mit Skigebiet